# Instituut voor het Moderne Nabije Oosten
Het Instituut voor het Moderne Nabije Oosten (afgekort: IMNO) was een instituut voor de wetenschappelijke bestudering van het moderne Nabije Oosten en de taal en predominante religie uit de regio, als onderdeel van de Universiteit van Amsterdam. Alhoewel in Amsterdam al sedert 1686 academische onderwijsvoorzieningen kende voor semitische en Oosterse talen is het IMNO in 1956 opgezet als toegewijde bibliotheek en onderzoeksinstituut. Het IMNO was gevestigd in het oude gebouw van de Nederlandsche Bank aan de Oude Turfmarkt. Het instituut is in 1997 opgegaan in de faculteit letteren.

## Bekende alumni en medewerkers
- Hafid Bouazza, schrijver
- Ruud Peters, islamoloog
- Janet Alberda, Nederlands ambassadrice in Saoedie-Arabië

- Nationale Bibliotheek van Israël: 987007269098005171
- Virtual International Authority File: 152984387